# Нижнечелюстной нерв
Нижнечелюстной нерв (лат. nervus mandibularis) — третья ветвь тройничного нерва, единственная смешанная. Нижнечелюстной нерв является наиболее крупной ветвью.

## Анатомия
Тройничный нерв выходит из места перехода варолиева моста в средние мозжечковые ножки. Далее он делится на три ветви: глазничную, верхнечелюстную и нижнечелюстную. После выхода из овального отверстия черепа, нижнечелюстной нерв отдаёт ветви.

## Ветви
Выделяются мышечные и чувствительные ветви.
Мышечные ветви идут к одноимённым мышцам: нерв жевательной мышцы (лат. n. massetericus), глубокие височные нервы (лат. nn. temporales profundi), латеральные и медиальные крыловидные нервы (лат. nn. pterygoidei laterales et mediales), нерв мышцы, напрягающей нёбную занавеску (лат. n. tensoris veli palatini), челюстно-подъязычный нерв (лат. n. mylohyoideus).
Чувствительные ветви:
1. Щёчный нерв (лат. n. buccalis) направляется к слизистой оболочке щеки;
2. Язычный нерв (лат. n. lingualis) идёт под слизистую оболочку дна ротовой полости, после к нему присоединяется ветвь лицевого нерва — барабанная струна (лат. chorda tympani);
3. Нижний альвеолярный нерв (лат. n. alveolaris inferior) направляется в канал нижней челюсти с одноимённой артерией. Ветвь иннервирует нижние зубы, а также отдаёт подбородочную ветвь (лат. n. mentalis), который выходит через подбородочное отверстие нижней челюсти;
4. Ушно-височный нерв (лат. n. auriculotemporalis) смешанный, содержит чувствительные и парасимпатические нервы (происходят из ушного узла)[2].